# Aimant samarium-cobalt

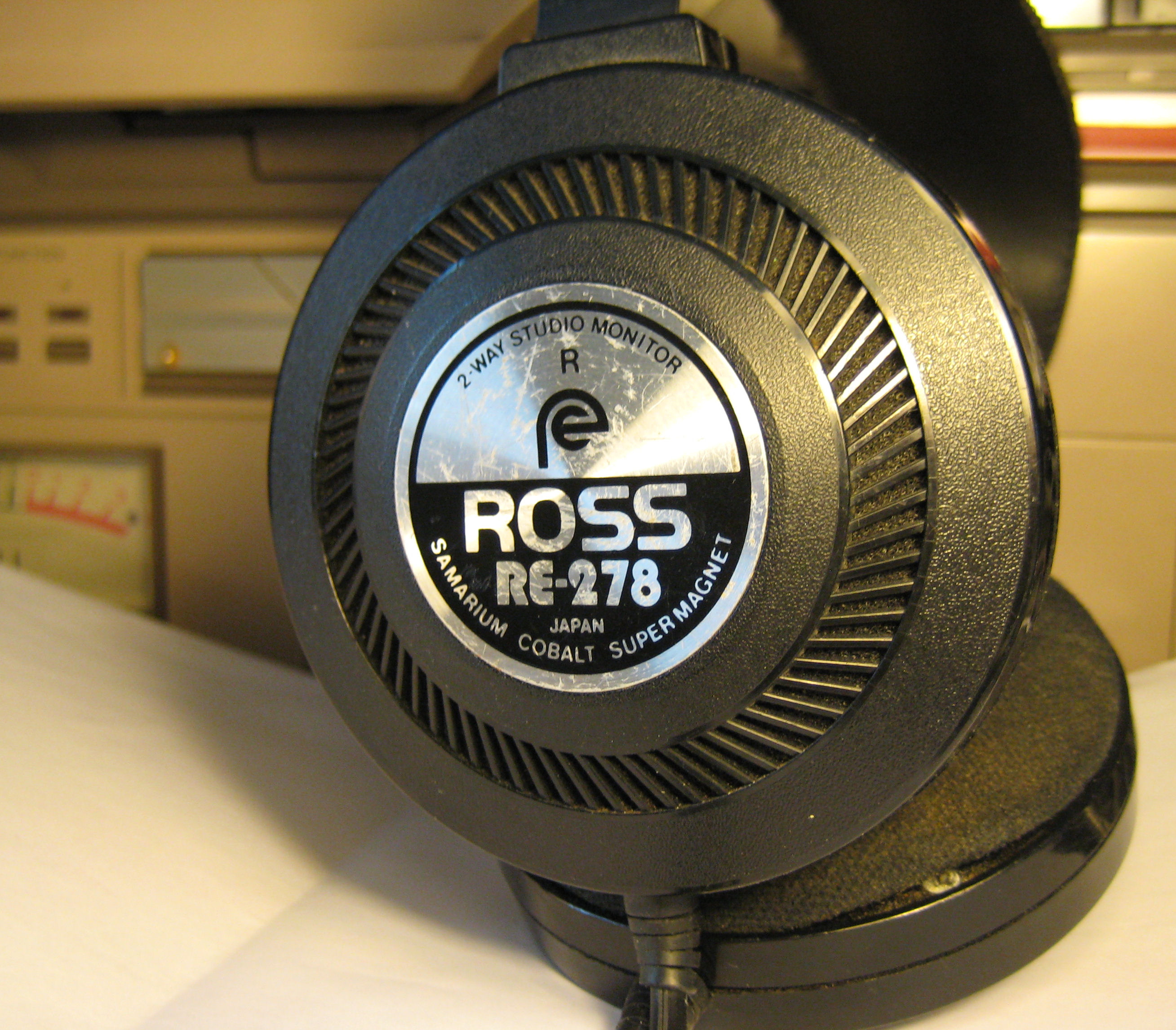
Casque audio utilisant des aimants samarium-cobalt.

Un aimant samarium-cobalt est un type d'aimants permanents fait d'un alliage de samarium et de cobalt. 
Les alliages samarium-cobalt (Sm-Co) font partie des grandes classes de matériaux pour aimants permanents aux côtés des alnicos, des ferrites durs et des Néodyme-Fer-Bore. Ces familles sont les plus couramment utilisées pour réaliser des aimants permanents. Ils ont néanmoins comme défauts majeurs des propriétés mécaniques médiocres : fragilité, dureté et caractère cassant. Ce sont les propriétés intrinsèques de ces alliages qui déterminent leurs propriétés magnétiques.

## Généralités
Les alliages à base de terres rares sont apparus dans le domaine des aimants permanents dans les années 1960. Les deux caractéristiques déterminantes qui ont poussé à s’intéresser à ces alliages sont leur grande densité volumique d’énergie ainsi que leur résistance supérieure à la désaimantation. Les deux familles les plus courantes sont Sm-Co, qui nous intéressent dans cet article et les Néodyme-Fer-Bore.
Le samarium et le cobalt forment un système binaire. Les composés définis de ce mélange binaire sont : {\displaystyle Sm_{2}Co_{7}} (~78 % de Co), {\displaystyle SmCo_{5}}(~83 % de Co) et {\displaystyle Sm_{2}Co_{17}} (~90 % de Co). En 2009, les composés obtenus dans l’industrie se cantonnaient à {\displaystyle SmCo_{5}}et {\displaystyle Sm_{2}Co_{17}}.

## Élaboration des alliages SmCo5et Sm2Co17
Deux procédés permettent d’obtenir ces deux composés :
- soit en deux étapes :
  - coréduction des mélanges d’oxydes
  - fusion sous vide
- soit directement par fusion sous vide du samarium et du cobalt.

L’alliage obtenu est ensuite broyé sous forme de poudre puis pressé sous champ magnétique avant d’être fritté à environ 1 100 °C dans un four à induction. Le frittage doit être réalisé sous atmosphère inerte ou sous-vide. En effet, le samarium étant très réactif à l’air à l’état de poudre, cette précaution qui rend le procédé coûteux est inévitable. Un palier de refroidissement à 850 °C permet d’avoir de meilleures propriétés magnétiques.

### Aimants liés
On peut mélanger les poudres à des résines thermodurcissables ou des thermoplastiques. Les propriétés magnétiques de l’aimant sont alors moins bonnes, mais il présente des propriétés mécaniques intéressantes.
L’alliage liquide produit à partir des poudres est projeté par une buse sur la surface d’une roue de cuivre refroidie. C’est le principe de l’hypertrempe. La vitesse de refroidissement est de l’ordre de 10+6 K.s-1. La vitesse de rotation est contrôlée pour éviter la formation d’une phase amorphe. Les rubans obtenus ont une épaisseur comprise entre 30 et 60 µm et peuvent ensuite être liés à des résines thermodurcissables ou thermoplastiques.

## Propriétés

### Propriétés magnétiques
Les principaux paramètres qui influencent les propriétés magnétiques de l’aimant sont sa composition chimique et sa fabrication : qu’il soit lié ou fritté change considérablement ses propriétés magnétiques.
Si l’on compare induction rémanente, champ coercitif de l’induction, champ coercitif de l’aimantation et énergie volumique des alliages frittés {\displaystyle SmCo_{5}} et {\displaystyle Sm_{2}Co_{17}} et les alliages liés il ressort que :
- les aimants frittés {\displaystyle SmCo_{5}} ont les meilleurs champs coercitifs de l’induction et de l’aimantation ;
- les aimants frittés {\displaystyle Sm_{2}Co_{17}} ont une induction rémanente ainsi qu’une énergie volumique plus élevées ;
- les aimants liés ont globalement des propriétés magnétiques médiocres avec notamment une énergie volumique bien plus basse ; on peut toutefois noter un champ coercitif de l’aimantation plus élevé que pour les aimants frittés {\displaystyle Sm_{2}Co_{17}}.

### Influence de la température
La température influence doublement ce type d’aimant : de manière réversible (propriétés intrinsèques du matériau ; chute de l’ordre de 0,05 %.K-1) et de manière irréversible (oxydation à l’air ; {\displaystyle SmCo_{5}} perd 2 % après 100 h à 100 °C et 7 % pour {\displaystyle Sm_{2}Co_{17}}).
Le champ coercitif subit également l’influence de la température : une diminution de l’ordre de 0,2 %.K-1 est observée. On peut noter que le signe est opposé à la variation du champ coercitif dans le cas des ferrites.
{\displaystyle SmCo_{5}} ne peut pas être utilisé au-delà de 250 °C à cause de sa réactivité chimique. {\displaystyle Sm_{2}Co_{17}} jusqu’à 550 °C.

## Autres aimants à base de terre rare

### Alliages Dysprosium-aluminium
Ces alliages, de formule Dy3Al2, sont considérés comme les aimants les plus puissants à l'heure actuelle. Leur particularité réside dans le fait qu'ils ne sont coercitifs qu'à des températures extrêmement basses (inférieures à 20 K).
À 4,2 K, les propriétés magnétiques des alliages dysprosium-aluminium sont :
- induction rémanente : Br = 1,72 T ;
- champ coercitif de l'aimantation : HcJ = 1 600 kA  m–1 ;
- densité d'énergie volumique : (BH ) max = 570 kJ m–3.